# شورکات
روخانه شور (ابهررود) یا به گفته بومیان شورکات رودخانه‌ای است فصلی که در شمال اشتهارد از غرب به شرق جریان دارد، تنها رودخانه ناحیه اشتهارد است. این رودخانه از کوه‌های جنوب غربی آوج (استان قزوین) سرچشمه می‌گیرد و پس از مشروب کردن دشتهای ابهر ، قزوین ، شمال بخش اشتهارد و جنوب ساوجبلاغ به رودخانه کرج می‌پیوندد.
این رودخانه به‌طور پراکنده دارای ماهی گورخری (Aphanius sophiae) می‌باشد و در فصل حاضر پرنده‌هایی چون سلیم طوقی، پرستو ، حواصیل سفید بزرگ و عقاب صحرایی در این ناحیه و توسط تیم طبیعت گردی البرز من (راگا) رویت گردید.
در این منطقه در واقع بر اثر فرسایش رود در ارتفاعات شمالی اشتهارد (ارتفاعات حلقه دره) باتلاق نمکزار به این قسمت زهکشی می‌شود و از این پس رود شور یک مسیر غربی - شرقی را طی کرده‌است و به علت شیب بسیار کم زمین، از سرعت این رود کاسته و عمدتاً در زمین نفوذ می‌کند و زمینه ایجاد کویر اشتهارد را باعث می‌شود.
با عبور رود شور از این نمکزار بر شوری این آب افزوده شده و در پل آصف الدوله ( پل شور) در نزدیکی پلیس راه ماهدشت کاملاً شور شده و به طرف جنوب شرقی جریان می‌یابد و نهایتاً به حوضه آبریز دریاچه مسیله قم می‌ریزد.
شورکات نام یک دشت در غرب شهرستان ملایر است.